# Marcelo Goux
Marcelo Jesús Goux (Lanús, Buenos Aires, Argentina, 21 de septiembre de 1975) es un exfutbolista argentino y actual ayudante de campo. Jugaba como defensor y  su hermano menor Luciano Goux también es futbolista.

## Trayectoria

### Como jugador

#### Gimnasia y Esgrima La Plata
Jugó su último partido contra Aldosivi, en La Plata, de la Primera División de Argentina.

### Como entrenador

#### Colón
En 2013 se desempeñó como ayudante de campo de Pablo Morant.

#### Belgrano de Sá Pereira
El 22 de enero de 2015 se sumó al plantel del Departamento Las Colonias como entrenador en las divisiones mayores. A mediados de 2016 se desligó del tricolor después de una buena campaña. A pesar de su salida se comprometió en recomendar a Martín Minella para continuar con la línea de trabajo.

#### Belgrano de Córdoba
El 2 de junio de 2016, fue presentado como ayudante de campo de Belgrano en el cuerpo técnico liderado por Esteban "Teté" González.

#### Regresó a Colón
en julio de 2017 volvió al club santafesino, esta vez para dirigir al equipo de reserva.
El 6 de marzo de 2019, quien en ese entonces se encontraba dirigiendo la sexta división de Colón, se hace cargo del plantel profesional de forma interina luego de la polémica salida de Julio Comesaña. El entrenador al que acudió la dirigencia de Colón, tras la salida del uruguayo Comesaña, fue Pablo Lavallén. Por decisión de este último prefirió que Goux dirija el 9 de marzo frente al Racing Club en Santa Fe, quien venía como puntero de la Superliga 2018-19. El partido culminó en empate 1 a 1.

#### Rosario Central
El 20 de marzo de 2019 se alejó del club rojinegro para acompañar a Diego Cocca como ayudante de campo de Rosario Central.

## Clubes

### Como jugador
| Club          | País      | Año         |
| ------------- | --------- | ----------- |
| Huracán       | Argentina | 1995 – 1996 |
| Nacional      | Uruguay   | 1996 – 1997 |
| Colón         | Argentina | 1997 – 2000 |
| Belgrano      | Argentina | 2000 – 2002 |
| Gimnasia (LP) | Argentina | 2002 – 2006 |
| Colón         | Argentina | 2007 – 2011 |
| Gimnasia (LP) | Argentina | 2011 – 2012 |

### Como entrenador
| Club                                     | País      | Año         |
| ---------------------------------------- | --------- | ----------- |
| Colón (Ayudante)                         | Argentina | 2013        |
| Belgrano de Sá Pereira                   | Argentina | 2015 – 2016 |
| Belgrano de Córdoba (Ayudante)           | Argentina | 2016        |
| Colón (Interino)                         | Argentina | 2019        |
| Rosario Central (Ayudante)               | Argentina | 2019        |
| Atlas FC (Ayudante)                      | México    | 2020 – 2022 |
| Selección de fútbol de México (Ayudante) | México    | 2022 – Act. |